# ウィラワン・アピヤポン
- ウィラワン・アピンヤポン

ウィラワン・アピヤポン（Wilavan Apinyapong, 1984年6月6日 - ）は、タイの元女子バレーボール選手。ポジションはアウトサイドヒッター。元バレーボールタイ王国女子代表。

## 来歴
身長は174cmと小柄だが、安定したサーブレシーブから速い切り返しを得意とする。ミドルブロッカーをおとりにしての平行トスから絶妙なタイミングで放つスパイクが武器である。
2001年にタイ代表に初選出される。同年に開催されたアジア選手権でデビューし、3位に入った。2004年のアテネオリンピック世界最終予選、ワールドグランプリに出場した。
2007年より代表チームの主将に就任した。同年に地元で開催されたアジア選手権で銅メダル獲得に貢献した。ワールドカップバレー2007では主にレフトでプレーし、日本戦では効果的なアタックを見せた。大会を通してのレシーブランキングでも5位に入った。
2009年にベトナムで行われたアジア選手権で初優勝を果たした。同年11月のグラチャン、翌年の世界選手権などにも出場した。
2011年のAVCクラブ選手権に出場し、MVPに選ばれた。同年のワールドグランプリでは6位入賞した。
2012年のFIVBワールドグランプリで4位と好成績を残す原動力となった。同年のAVCカップでは中国を下し、金メダルを獲得した。2012-13シーズンよりアゼルバイジャンリーグの強豪イトゥサチ・バクーに移籍した。
2013年のアジア選手権では2大会ぶりに優勝を果たし、自身も大会MVPを受賞した。
2021年に現役引退し、2022年に出産している。

## 所属チーム
- Vinh Long（2006–2007年）
- Sang Som（2007–2008年）
- IBSA Club（2007–2008年）
- Ereğli Belediye（2008-2010年）
- フェーダーブラウ（英語版）（2010-2012年）
- 広東恒大（2010-2011年）
- 福建（中国語版）（2011-2012年）
- イトゥサチ・バクー（2012-2014年）
- ナコンラチャシマ（2013-2015年）
- シュプリーム（英語版）（2015-2021年）
  -  バンコクグラス（英語版）（2015・2016年）
  -  VTV BĐ LA（2017年）

## 球歴
- 世界選手権 - 2010年
- ワールドカップ - 2007年
- グラチャン - 2009年、2013年
- アジア選手権 - 2001年、2003年、2005年、2007年、2009年、2011年、2013年

## 受賞歴
- 2011年 - AVCクラブ選手権 MVP
- 2013年 - アジア選手権 MVP